# Masculinitat tòxica

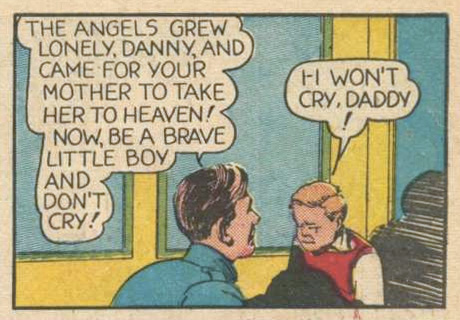
Segons la teoria d'aprenentatge social, ensenyar als nois a suprimir emocions vulnerables, com quan se'ls diu que "els nois no ploren", és una forma comuna de socialització de gènere en la societat occidental.

La masculinitat tòxica és un concepte utilitzat en psicologia i feminisme per referir-se a certs comportaments i normes culturals que poden generar cert dany a la societat, incloent als homes.
Tradicionalment se sol associar als homes l'estereotip de ser més dominants o competitius. Per aquest motiu els esterotips poden acabar derivant en conductes tòxiques quan alguns homes es mostren al costat d'actituds misògines, homòfobes o que promoguin la violència, incloent l'agressió sexual i la violència masclista. Sovint, aquestes actituds estan presents des del començament de la socialització dels nois, normalitzant actituds violentes com a forma de relacionar-se amb altres persones.
La masculinitat tòxica està relacionada amb la confiança en un mateix i la repressió emocional. Fins i tot pot determinar el desenvolupament de trastorns psicològics tals com la depressió, l'estrès o l'abús de substàncies.
No obstant això, altres estereotips que també solen ser associats als homes com l'entrega al treball, l'orgull de destacar en els esports o ser la principal sustentació de la família no acostumen a ser considerats tòxics per molta gent, tot i que sovint arriben a determinar actituds tòxiques que queden invisibilitzades. El concepte de masculinitat tòxica pretén emfatitzar els efectes nocius d'alguns d'aquests comportaments.
El terme masculinitat tòxica es va originar en el moviment mitopoiètic d'homes entre els anys 1980 i 1990 com una forma d'anàlisi psicològica i autoajuda, aconseguint gran difusió acadèmica i popular.